# Waoundé
Waoundé, także Waounde i Ouaounde – miasto w Senegalu, w regionie Matam. Według danych szacunkowych na rok 2010 liczy 11 031 mieszkańców.